# 더러운 전쟁
더러운 전쟁(스페인어: Guerra Sucia)은 한 국가의 시민단체에 저항하여 군사 또는 준군사조직, 혹은 폭력주의 단체의 정치개입이 일어난 상황을 지칭하는 용어로, 주로 20세기 말, 1970년대에 일어났으며, 가장 널리 알려진 아르헨티나를 포함해 멕시코, 콜롬비아 등 중남미 국가들과 스페인 내에서 발생했다.

## 특징

### 군사적 목적
더러운 전쟁은 일반 전쟁과는 분명한 차이점을 지닌다. 1949년 제네바 협약의 준비과정에 참여했던 인도주의적 국제법 전문가 장 픽테Jean Pictet가 “죽일 수 있는 병사만 죽임당할 수 있다”고 표명했듯, 일반적인 전쟁에선 합법적으로 군사적 목표가 되는 부류는 무장군인이 유일했다. 그러나 더러운 전쟁에서는 이 부류가 더욱 확장되어 민간인까지도 죽임을 당했다.
일반 전쟁에선 전투조직과 민간조직을 명확하게 구분할 수 있으나, 더러운 전쟁에서는 국경(경계)이 더욱 혼란스러워지고 더 넒은 범위의 민간조직이 분쟁에 끌어들여진다. 또, 보통 전쟁에선 전쟁활동에 직접적인 기여하는 물리적 자산만이 군사 목표물이지만, 게릴라전에서는 사회 경제 모델을 해체하는 것을 목표로 삼기 때문에 공격 대상이 훨씬 더 광범위해진다.
예를 들어 콜롬비아에서는, 대반란 전술의 매뉴얼에 “싸워야 할 적은 주로 민간인들 중에 있다”고 명시되어있다. 1963년 매뉴얼엔 “현대전은 민간인들 자체에 설립된 조직과의 대결”로 구성되며, “전쟁작전은 주민들 사이에서 시행한다”고 명시하고 있으며, 1979년 매뉴얼은 “비정규전의 주요 목표 중 하나로서의 민간인의 의미”를 군인들이 훈련에서 알아야 할 이론적인 측면으로 삼고 있다. 1979년 매뉴얼은 공장 폐쇄, 파업, 학생 조직, 노동조합운동 및 기타 대중 조직을 “혁명전쟁이 나라에서 나타나는 방식”으로 분류했다. 이 매뉴얼에서 가장 광대한 주제는 “정보”와 “심리전”에 전념하고 있으며 그 주제들에서는 비윤리적인 방법들을 포함해 무수히 많은 민간인 통제, 괴롭힘, 억압 방법이 규정되어있다.
과테말라의 “소피아 작전 계획”은 1960년부터 1996년까지의 내전 동안 키체의 현지 부서에서 당시 육군이 “익실 지역의 민간인을 박해하고 전멸시키기 위해” 수행했던 세부행동사항을 포함하고 있다.

### 고통 경제
“전쟁은 원하는 결과를 얻기 위해 필요한 강제를 행사하는 것에 기반을 두고 있다. 그 목표를 달성하는 데에 필요하지 않은 모든 폭력에는 목적이 없다. 그러므로 이런 폭력이 일어난다는 것은, 단언컨대 잔인하고 어리석은 일이라 할 수 있다. 분쟁에 동참한 국가는, 승리라는 목표를 달성하기 위해, 최소한의 손실로 적의 군사력을 약화시키거나 파괴하려 들 것이다. 이러한 군사력은 두 가지 요소, 인적 자원과 물적 자원으로 구성된다. 군사력에 직접적으로 기여하는 인적자원을 소진시키는 방법에는 세 가지가 있다. 죽이거나, 상처 입히거나, 포획하는 것. 세 가지 방법 모두 적진의 세력을 제거하는 데에 있어서는 유사한 효력을 지닌다. 그러나, 인류는 이 셋을 다르게 본다. 사망하는 것보단 부상당하는 것을, 부상당하는 것보단 포로가 되는 것을 더 선호한다. 비전투세력(민간인)은 가능한 한 공격받지 않고, 다쳐도 심각하지 않은 정도로, 가장 덜 고통스러운 방법으로 다치길 바란다. …” - Jean Pictet
보다시피 공격 범위는 군사적 공격을 행사할 수 있는 사람들에게 한정되어있었으나, 게릴라전도, 더러운 전쟁도 이를 따르지 않았다. 문화 및 종교적 자산과 같은 사회적, 인류적으로 큰 가치를 지니는 자산에 대한 보호, 민간인들의 기근을 야기한 식량공급 통제, 또는 약탈 등 장소에 관한 통제도 있었다. 지뢰, 공중 폭격, 부비트랩, 훈증 특정 유형의 무기 및 수단 조건 역시 통제되었다.

## 국가별 더러운 전쟁

### 아르헨티나
호르헤 비델라 대통령 집권 시절인 1976년에서 1983년까지 아르헨티나에서 군사정권이 "국가재편성"을 구실삼아 국가에 의한 테러, 조직적인 고문, 강제 실종, 정보 조작을 자행한 시기를 일컫는다. 학생·기자·페론주의 혹은 사회주의를 추종하는 게릴라 및 동조자가 주피해자이다. 약 1만명 정도의 몬토네로스와 인민혁명군의 게릴라가 실종됐고, 최소 9000명에서 최대 3만명에 달하는 사람이 실종되거나 살해된 것으로 추정된다. 더러운 전쟁은 콘도르 작전의 일부로 시작됐다.

#### 비밀 수용소
아르헨티나 군부는 독재에 반대하는 사람들을 살해하기 위해 치밀한 계획 아래 전국적으로 300여 곳에 죽음의 수용소를 설치·운영했다. 수용소는 주로 변두리 지역의 학교나 체육관 등 대규모 건물을 개조해 비밀스럽게 사용했는데, 수도인 부에노스아이레스 주변에만 이런 수용소가 한때 수십개에 이르렀다.

#### 가톨릭 교회의 군부 협조
아르헨티나의 가톨릭 교회는 호르헤 비델라의 군부 쿠데타를 사실상 묵인했다. 쿠데타 주도 세력인 호르헤 비델라는 독실한 가톨릭 신자였으며 같은 쿠데타 주도 세력인 해군 참모총장 에밀리오 에두아르도 마세라는 당시 교황의 외교사절인 피오 라기 추기경과 정기적으로 만나 테니스를 친 것으로 잘 알려져 있다. 독실한 가톨릭 신자였던 호르헤 비델라는 가톨릭 정신에 입각한 국가의 수립을 목표로 국가재편성과정(Proceso de Reorganización Nacional)을 주도했다. 이 과정서 수만명의 사람들이 비밀구치소로 끌려가 고문을 당하고 실종당하는데 이 실종자들에 대한 보고서가 《눙카 마스》 보고서이다.
이《눈카 마스》 보고서에는 가톨릭 교회가 군부독재에 협조하고 심지어 납치와 고문에 가담했다는 증언을 담고 있다.
아르헨티나 주교회는 1977년 5월 군부의 통치방식을 비판하는 성명을 발표하기도 하였으나 또 다른 한편에선 직접 납치와 고문에 가담했다. 대표적 인물인 크리스티안 폰 베르니히(Christian Von Wernich) 신부는 반체제 인사들의 납치와 고문 살해에 직접 가담한 정황이 《눈카 마스》 보고서에 드러나 결국 법정에 세워졌다. 베르니히 신부는 2007년 살인 7건, 납치 42건, 고문 31건에 개입한 혐의에 대해 유죄 판결을 받고 종신형에 처해졌다.

베르니히의 재판 기간 내내 침묵을 지켜왔던 아르헨티나 가톨릭 교단은 판결 뒤 인터넷 홈페이지를 통해 “가톨릭 사제가 ‘심각한 범죄’로 유죄 판결을 받게 돼 고통스럽게 여긴다”는 성명을 발표했지만 군정 시절 인권보호에 실패했다는 비판에 대해서는 아무런 언급도 하지 않았다.
또 교황 프란치스코 역시 교황직에 오르기 전 더러운 전쟁 당시 군사정부에 협조한 정황이 드러났다. 1979년 아르헨티나 항구 도시 바이아블랑카에서 납치된 앨리사 파트노이는 인터내셔널비즈니스타임과의 인터뷰에서 “아르헨티나의 교회는 역할 분담이 되어 있는데 그중 군을 지원하는 분야가 있다. 프란치스코(당시 추기경)는 그 분야에 속해 있었다”고 말했다. 아르헨티나 신문 <파히나 12>는 17일 프란치스코 교황이 1970년대 아르헨티나 예수회 총장 시절 군사정권의 예수회 소속 신부 2명에 대한 체포·고문을 방조했을 가능성을 보여주는 정부 문서를 폭로했다. 이 신문은 1979년 당시 예수회 총장이던 그가 군사정권한테 납치돼 고문당한 프란시스코 할릭스 신부의 여권 발급을 거부하라고 권고한 내용을 담은 아르헨티나 외교부의 문서를 공개했다. 문서에는 할릭스 신부가 교단의 명령에 불복종했고 게릴라와 접촉한 의혹이 있다며 “이 정보는 베르골리오(프란치스코 교황) 신부에 의해 제공됐으며, 그는 여권을 발급 해달라는 할릭스 신부의 요청을 거절하라는 특별 권고를 했다”고 적혀 있다. 할릭스 신부와 오를란도 요리오 신부는 빈민가에서 일하다가 군사정권에 납치돼 6개월 동안 강제수용소에서 고문을 받다 풀려났다. 이 문서는 아르헨티나 언론인이자 더러운 전쟁 당시 실종자 가족들의 단체인 '5월 광장의 어머니회' 자문 변호사인 오라시오 베르비츠키가 군부독재 시절 가톨릭교회의 역할을 비판한 저서 <침묵>에서 공개된 바 있다. AFP 통신은 베르고글리오가 교황으로 선출된 후 부에노스 아이레스의 한 성당의 벽에 "새 교황은 비델라(아르헨티나의 군사독재자 호르헤 비델라)의 친구"라는 낙서가 써 있었다고 보도했다.

### 멕시코
반정부적 무장 반대 운동을 해산시키기 위해 1960년대 말부터 1980년대 말까지 이어진 멕시코에서 자행된 일련의 군사 및 정치적 탄압 조치를 말한다. 멕시코의 더러운 전쟁은 다른 라틴 아메리카 국가에서 일어난 것과 달리 본질적으로 분리적 성격이고 군대와 공모한 언론에 의해 자행되었기 때문에 일각에서는 강도가 낮은 전쟁으로 간주하기도 한다. 멕시코의 더러운 전쟁은 언론 탄압 등으로 인해 거의 알려지지 않았다.

#### 국가범죄

##### 루벤 하라미요 암살
1962년 5월 23일 오후 2시, “소치칼코 작전Operación Xochicalco”이 시행되었다. 이는 마누엘 후스토 디아즈Manuel Justo Díaz 상사와 사법 경찰서장 카를로스 살루에Carlos Saule, 모렐로스 주 공안국장 구스타보 오르테가Gustavo Ortega 대위와 모렐로스 주 비밀경호국장 로베르토 라모스 카스타네이라Morelos Roberto Ramos Castaneira 등 당시 고위급 관료들의 지원을 받은 작전으로, 사파치스타 지도자 루벤 자라밀로Rubén Jaramillo를 암살하는 것이 그 목적이었다. 사카테펙 군부대장 호세 마르티네스의 주도 하에 소총과 기관총으로 무장한 55명의 군사로 조직된 5개의 소대와, 두 대의 장갑차와 지프차 몇 대가 루벤 자라밀로의 집을 둘러쌌고, 당시 함께 있던 아내와 아이들 모두가 납치되어 살해당했다. 당시 아내는 임신한 상태였다. 루벤의 몸에는 머리에 박힌 2개를 포함해 9개의 총탄 자국이 있었다.

##### 강제 실종
멕시코 내의 더러운 전쟁에서도 수많은 사망자와 실종자를 남겼다. 그 정확한 수는 아직까지 알려지지 않았으나, 1960년부터 1980년까지 UN기구로 접수된 국가 범죄 관련 실종신고건수는 374건에 달했다. 그러나 피해자는 더 많을 것으로 추정된다. 1969년부터 2001년 사이에 유레카 위원회에서 처리한 실종신고만 총 557건에 달했고, 그 중 530건 이상이 1980년대까지의 시기에 일어난 실종사건이었다. 국가인권위원회 자료에 따르면 실종자 신고 건수는 275건이 넘지 않는다 기록되어있지만, 게레로 특검 국장 이그나시오 카리요Ignacio Carrillo는 1500건을 넘길 것이라고 추정했다.

### 칠레
아우구스토 피노체트Augusto Pinochet의 군사독재기간 동안 자행된 조직적이고 은밀한 국가적 테러. 반정부자를 근절하고 공포정치를 실현함으로써 통제를 확립하고 강화하는 것이 그 목적이었다. 희생자 수는 2,279명에 달하며 이 중 164명은 정치적 폭력 피해자, 2,115명은 인권유린의 피해자다.

#### 과정

##### 대규모 탄압(1973년 9월-11월)
피노체트 독재정권은 정보기관의 테러 행위에 내부적으로 더러운 전쟁을 조장했다. 정부 출범 이후, 적으로 변모하는 내부세력으로 대대적으로 탄압하고 고문하고, 심지어는 처형하기도 했다. 이 시기 칠레 독재 정부는 정치 교도소, 납치와 살인 외에도 시신을 숨기거나 버리면서 독재 기간 내내 대규모 실종 사건들을 일으켰다.

##### 적 선별과 국제화(1973년 12월-1977년 8월)
1973년 말, 국가 테러리즘의 목표가 바뀌기 시작했고, 정치적 적에 대한 박해를 목표로 삼아 구금, 심문 및 고문 관행을 시작한 국가 정보국(DINA)이 창설되었다. 정보국의 권한은 강화되었고, 그 결과로 독재정치의 희생자가 될 사람을 선별하는 기준이 세워졌다. 반체제적이라 여겨지는 당파적인 정책과 희생자들을 결부시키는 기준이었다. 이 국가 정보국은 당시 군사 정권의 수장으로 자리 잡은 아우구스토 피노체트에게 직접적으로 의존했으며 1977년 그가 실권할 때까지 행정부의 한 부서를 구성했다.
정보국의 주 기능은 "반체제적"이라고 여겨지는 개개인을 식별하고 제거하는 것이었다. 당시 법령은 DINA를 "국가 안보와 국가의 발전을 보호하기 위한" 정책 수립에 필요한 정보 수집을 담당하는 "전문적인 성격의 군사 조직"으로 정의했다.

#### 언론매체의 동조
독재 기간 동안 일부 언론 매체는 정부의 테러 행위 은폐와 정부 선전을 지원했다. 1974년과 1975년 사이, 콘도르 작전의 틀 내에서 브라질, 아르헨티나, 칠레 정보 기관을 연결했다. 이 계획. 목표는 아르헨티나에서 발생한 좌파 극단주의자들의 활동 관련 뉴스 보도 발행을 관리하는 것이었다. 이후 엘 머큐리오(El Mercurio)와 라 세군다(La Segunda)를 비롯한 칠레 언론은 좌익 단체 간의 대립과 학살에 대한 뉴스를 1면에 게재했다. 이를 통해 칠레의 군사 독재에 반대하는 119명의 실종을 숨기려했다. 보고서에 명시된 대로 해당 작업은, "선전, 허위 정보 및 정보 조작의 국제적 행동"을 구성했다.